# Lijst van beelden in Hilversum
Dit is een (onvolledige) chronologische lijst van beelden in Hilversum. Onder een beeld wordt hier verstaan elk driedimensionaal kunstwerk in de openbare ruimte van de Nederlandse gemeente Hilversum, waarbij beeld wordt gebruikt als verzamelbegrip voor sculpturen, standbeelden, installaties, gedenktekens en overige beeldhouwwerken.
Voor een volledig overzicht van de beschikbare afbeeldingen zie: Beelden in Hilversum op Wikimedia Commons.
| Geplaatst | Omschrijving | Kunstenaar                         | Locatie | Materiaal                                                     | Afbeelding |
| --------- | --- | ---------------------------------- | --- | ------------------------------------------------------------- | ---------- |
| 1889      | Christusbeeld | Simon Miedema                      | Melkpad | steen                                                         |            |
| 1928      | Heilig Hartbeeld | Jozef Cantré                       | Dr. P.J.H. Cuypersplein 5 |                                                               |            |
| 1933      | Bank als eerbetoon aan Prof. Jacobus van Rees | Jobs Wertheim                      | Hoge Naarderweg/Godelindeweg | natuursteen                                                   |            |
| 1938      | Verum, Bonum, Pulchrum | Suzanne Nicolas-Nijs               | Emmastraat/KRO-studio | witverglaasde terracotta                                      |            |
| 1943      | Koperen vogel | Jan Kriege                         | Kerkbrink | koper                                                         |            |
| 1943      | Naakte vrouw met twee hertjes en sperwer | Pieter Starreveld                  | Anthony Fokkerstraat | steen                                                         |            |
| 1949      | De Zaaier ook wel De Etherzaaier | Pieter Starreveld                  | ’s-Gravelandseweg, voorgevel AVRO-studio | brons                                                         |            |
| 1949      | Verzetsmonument van Hilversum | Piet Esser                         | Boomberglaan, Rosarium | brons                                                         |            |
| 1953      | Danseresjes | Charles Leplae                     | Stephensonlaan | brons                                                         |            |
| 1958      | Augustinus Beeldengroep | Marie-José van der Lee             | Soestdijkerstraatweg, bij klooster Monnikenberg. | steen                                                         |            |
| 1958      | Jeugd, Vrede, Bescherming, Levenskracht, ter gelegenheid van het 40-jarig bestaan van NSF/NSI | Pieter Starreveld                  | Anthony Fokkerstraat | brons                                                         |            |
| 1958      | Mercurius | Dick Stins                         | Vreelandseweg, drukkerij De Boer | brons, gepatineerd met torengoud                              |            |
| 1959      | Jongen met bokje | Ton Sondaar                        | Dudokpark | brons                                                         |            |
| 1959      | De Zusters | Jan Oosterman                      | oorspronkelijk Kerkbrink 25, later GSA Langestraat; | keramisch mozaïek                                             |            |
| 1960      | Dansend | Pieter van Velzen                  | oorspronkelijk huishoudschool Larenseweg, later op theater Achterom | beton                                                         |            |
| 1960      | Jacob worstelt met de engel | Pieter van Velzen en Jan Oosterman | Van Ghentlaan 47 | keramiek-mozaïek                                              |            |
| 1960      | Vrouw met vogel | Arie van den Berg                  | Snelliuslaan | brons                                                         |            |
| 1961      | Europa en de stier | Ek van Zanten                      | Laapersweg | brons                                                         |            |
| 1962      | De Lente, ook Vrouw met Kind | Joop Hekman                        | Hoek Kamerlingh Onnesweg – Lorentzweg | Franse kalksteen                                              |            |
| 1964      | Vogels | Eric Claus                         | Dudokpark | brons                                                         |            |
| 1964      | Mozaïek | Bob van Walderveen                 | Van Ghentlaan, Savornin Lohmanschool | steen                                                         |            |
| 1965      | Het Gezin | Pieter d' Hont                     | Snelliuslaan/Johan Geradsweg | brons                                                         |            |
| 1965      | Jacob en de Engel | Nico Onkenhout                     | Ziekenhuis Gooiland/Tergooi Hilversum | dolomietsteen                                                 |            |
| 1966      | Bokspringende jongens | Hans Bayens                        | Bosdrift | brons                                                         |            |
| 1966      | Cameraman | Hans Bayens                        | Lage Naarderweg | brons                                                         |            |
| 1966      | Taurus | André Schaller                     | gemeentelijk gymnasium, later A. Roland Holstcollege (op 7 juli 2018 niet aangetroffen) | brons                                                         |            |
| 1966      | Lezende kinderen | Cor Hund                           | van Hogendorplaan | kalksteen                                                     |            |
| 1967      | Metamorfose | Edvard Zegers                      | Stroeslaan/Wirixstraat | brons                                                         |            |
| 1967      | De Dans | Hein Koreman                       | Hoek Pieter de Hooghlaan/ Gijsbrecht van Amstelstraat | brons                                                         |            |
| 1968      | Eland | Arie Teeuwisse                     | Oude Amersfoortseweg, op schoolplein | brons                                                         |            |
| 1968      | Sirene | Nic Jonk                           | oorspronkelijk in de Raadhuisvijver, in 1986 naar Kapittelweg, vijver Kerkelandenlaan, Mickey Mousevijver                                                                                            | brons                                                         |            |
| 1968      | Cilindrische constructie | André Volten                       | oorspronkelijk Vaartweg, schoolplein MTS, nu Arenapark nabij Soestdijkerstraatweg, schoolplein ROC                                                                                                   | RVS                                                           |            |
| 1968      | Toernooiridder | Eric Claus                         | Vaartweg | brons                                                         |            |
| 1969      | Paard en ruiter | Arthur Spronken                    | Diependaalselaan, tussen Loosdrechtseweg en Zeverijnstraat | brons                                                         |            |
| 1969      | Fjordenpaard | Gabriël Sterk                      | Koninginneweg | brons                                                         |            |
| 1970      | Levensvreugde | Gabriël Sterk                      | Diependaalselaan | brons                                                         |            |
| 1970      | Rode Robot | Rob Stultiens                      | Kerkelandenlaan/Geert Grootelaan | ijzer                                                         |            |
| 1971      | Kind op pony | Hans Bayens                        | Kerkstraat, bij Kerkbrink | brons                                                         |            |
| 1971      | Het gevecht | Frank Letterie                     | Kapittelweg/Kerkelandenlaan | brons                                                         |            |
| 1971      | Liggend | Fons Bemelmans                     | Kloosterlaan/Kerkelandenlaan | brons                                                         |            |
| 1971      | Icarus | Dick Stins                         | Utrechtseweg |                                                               |            |
| 1973      | Communicatie | Richard Braun                      | ’s-Gravelandseweg |                                                               |            |
| 1974      | Schaap met lam | Carien Gerritse-Bolhuis            | Diependaalselaan, tegenover Zuiderheide | kalksteen (bianco dell'mare)                                  |            |
| 1974      | Viervoudige torsie, ook De Zuilen | Frans Peeters                      | Kerkelanden | polyester                                                     |            |
| 1975      | Orpheus met harp (De Muzen, Pan en Orpheus) | Paul Grégoire                      | Kamerlingh Onnesweg/Eemnesserweg | brons                                                         |            |
| 1975      | Triptiek | Carlo Andreoli                     | Plantsoen in Vuurvlindermeent; door vandalisme zwaar beschadig en in overleg met de kunstenaar verwijderd en vernietigd; foto toont het kunstwerk "Space Cowboys" dat hier niets mee te maken heeft. | beton en glas                                                 |            |
| 1976      | De Cameraman | Hans Bayens                        | Sumatralaan, Mediapark | brons                                                         |            |
| 1976      | Getorste beweging | Piet Killaars                      | G. van Mesdagweg | polyester                                                     |            |
| 1977      | De Erfgooier | Hans Bayens                        | Kerkstraat, Brink van Doets/C&A-plein | brons                                                         |            |
| 1977      | Sportende Jongen en Meisje | Inka Klinckhard                    | oorspronkelijk bij ingang Sportpark aan de Soesdijkerstraatweg; herplaatst aan Kerkelandenlaan, sporthal                                                                                             | brons                                                         |            |
| 1977      | Zonnewijzer | Richard Braun                      | verzorgingshuis d'Egelantier | roestvrij cortenstaal en email                                |            |
| 1977      | Veulen | Gabriël Sterk                      | Egelantierstraat, zorgcentrum | beton                                                         |            |
| 1977      | Drie Bollen | André Volten                       | Sumatralaan, Mediapark | gepolijst roestvrijstaal                                      |            |
| 1977      | Waterval’’ | Cor Dam                            | Kampstraat, politiebureau; tijdelijk opgeslagen wegens afbraak bestaande politiebureau | beton                                                         |            |
| 1978      | De Komediespeler, ook: De Acteur | Gabriël Sterk                      | oorspronkelijk Luitgardeweg hoek Emmastraat, voor Schouwburg Gooiland, in 1998 naar Dudokpark | brons                                                         |            |
| 1978      | Meisje met haan | Tineke Bot                         | Mozartlaan | brons                                                         |            |
| 1978      | Pony | Arie Teeuwisse                     | Laapersveld, schoolplein | brons                                                         |            |
| 1979      | Stelten | Lucie Nijland                      | Fabritiuslaan, Fabritiusschool | brons                                                         |            |
| 1980      | Actie van het springen | Frans van der Veld                 | Hilversumse Meent, sporthal | brons                                                         |            |
| 1983      | Windkracht 8 | Pépé Grégoire                      | Havenstraat, bovenaan de kop van de Oude Haven | brons                                                         |            |
| 1985      | Zonder titel | Joop van Bossum                    | ’s-Gravelandseweg, bibliotheek; hier weggehaald ten behoeve plaatsing nieuw kunstwerk; huidige verblijfplaats onbekend                                                                               | roestvrijstaal                                                |            |
| 1989      | Belofte | Kees Verkade                       | ’s-Gravelandseweg | brons                                                         |            |
| 1989      | Voor verdraagzaamheid ook: Tolerantie | Edo van Tetterode                  | Stationsplein | Franse kalksteen                                              |            |
| 1991      | 2 minuten stilte | Hetty Noorman                      | Noorderbegraafplaats | brons                                                         |            |
| 1994      | Zonder titel | Bas Maters                         | Arenapark | plaatstaal                                                    |            |
| 1995      | Triade | Pépé Grégoire                      | Ziekenhuis Hilversum | brons                                                         |            |
| 1996      | Het leven van een bloem | Marijke van der Meij               | Havendwarsstraat/doorsteek | beton en rubbertegels                                         |            |
| 1996      | Stella Geschenk aan alle inwoners van Hilversumse inwoners van Woningbouwvereniging Erfgooiers | Alessandro Mendini                 | Weversplein | rvs, glasvezel, polyester                                     |            |
| 1997      | Erfgooier | Hans Bayens                        | Kerkstraat, pleintje c&A | brons                                                         |            |
| 1997      | Gedenkteken dwangarbeiders Tweede Wereldoorlog | Colin de Rover                     | Arena, atletiekstadion | hardsteen                                                     |            |
| 1998      | Motorbike 6.5 Aprilia. De motor is een ontwerp van industrieel vormgever Philippe Starck. De motor is gemonteerd op een roestvrijstalen paal. Projectontwikkelaar J. de Jong schonk het in 1998 aan de gemeente Hilversum. Tegelijk met de straatverlichting gaan het voor- en achterlicht van de sculptuur aan. | Philippe Starck                    | Wagenmakersplein | metaal, kunststof                                             |            |
| 1998      | Silverpoint | Peter de Clercq Zubli?             | Schapenkamp |                                                               |            |
| 2001      | Media Transfer System II | Gerard Hali                        | oorspronkelijk J.M. den Uylplein (Erfgooiersplein); nu Leen Timprotonde. | staal                                                         |            |
| 2005      | Jan Kort | Jaap Mooij                         | Jan Kortplein | brons, met gevelsteen                                         |            |
| 2009      | Seinhorst | Mieke van der Hoeven               | Jan van der Heijdenstraat | roestvrijstaal en glas                                        |            |
| 2009      | Lichtlijn | Katrin Korfmann                    | Stationstunnel | lichtbakjes met rode, groene, blauwe en amberkleurige lampjes |            |
| 2010      | J.C. Costerus, oprichter van een Hilversumse botanische tuin | Hetty Kok                          | Zonnelaan | brons                                                         |            |
| 2010      | Kunstwerk | Lolke van der Bij                  | Distelmeent-Grasmeent | roestvrijstaal                                                |            |
| 2013      | De Klok | Chris Rodenburg                    | Eemnesserweg |                                                               |            |
| 2016      | MH17-Monument in Hilversum. Vijftien zonnebloemen zijn een verwijzing naar het veld in Oekraïne waar het vliegtuig is neergestort. Op het bankje bij het monument de namen van de 15 Hilversumse slachtoffers | Sven Lamme /Rein Tupker            | Dudokpark |                                                               |            |
|           | Vogel | Hans Petri                         | Lieven de Keylaan 58 |                                                               |            |
| 2016      | Polar Bear | Sven Lamme                         | Emmastraat tegenover Gooiland |                                                               |            |